# Mejor entrenador de club de la última década según la IFFHS
La Federación Internacional de Historia y Estadística de Fútbol (IFFHS) elige desde 2021 al mejor entrenador de club de la última década.

## Ganadores
| Década    | Entrenador    | Club               | Puntaje |
| --------- | ------------- | ------------------ | ------- |
| 2001-2010 | Arsène Wenger | Arsenal F. C.      | 156     |
| 2011-2020 | Diego Simeone | Atlético de Madrid | 152     |

## Historial
| Década    | 1º            | Puntos | 2º            | Puntos | 3º            | Puntos |
| --------- | ------------- | ------ | ------------- | ------ | ------------- | ------ |
| 2001-2010 | Arsène Wenger | 156    | Alex Ferguson | 148    | José Mourinho | 135    |
| 2011-2020 | Diego Simeone | 152    | Pep Guardiola | 144    | Jürgen Klopp  | 105    |